# Sportpark De Hoef
Sportpark De Hoef was een sportpark in Rosmalen, gelegen aan de Sportlaan in Rosmalen, op loopafstand van Station Rosmalen.
Op het sportpark waren gevestigd:
- Voetbalvereniging OJC Rosmalen
- Postduivenvereniging De Zwaluw
- Zwembad Kwekkelstijn, waar onder meer waterpolo wordt gespeeld door De Treffers
- Het Bondsbureau van NHB, de Nederlandse Handboog Bond
- Tennisclub Rosmalen
- Speeltuin Het Kwekkeltje

Het sportpark werd in 1960 geopend en kende vanaf 1965 voetbalvereniging OJC Rosmalen als voornaamste bespeler. Omdat de gemeente 's-Hertogenbosch op de voetbalvelden huizen wilde bouwen en de club uit haar jasje groeide, vertrok OJC in de zomer van 2005 naar Sportpark De Groote Wielen in de nieuwbouwwijk De Groote Wielen, in het noorden van Rosmalen. De duivensportvereniging volgde de voetballers en bejaardentehuis De Annenborch, dat eerst aan de Schoolstraat gevestigd was, werd verplaatst naar sportpark De Hoef. Dat is gedurende de jaren steeds onherkbaarder geworden. De tribune, kleedkamers, kantine en veld 1, 2 en 3 maakten al snel plaats voor de nieuwbouw. Later verdwenen ook de grote parkeerplaats en de pupillenveldjes. De voormalige velden 4 en 5 bleven, mede door de bomenrijen die intact zijn gebleven, jarenlang duidelijk zichtbaar. Maar ook zij zijn inmiddels bebouwd.

## Trivia
- Sportpark De Hoef kende 6 voetbalvelden, 2 pupillenveldjes, een trainingsveld van zand (eerst van gravel), 10 kleedkamers (+ in de laatste jaren 4 noodkleedkamers) en een tribune.
- Naast OJC Rosmalen heeft voetbalvereniging RKVV Maliskamp, voor de verhuizing naar Sportpark Maliskamp, ook jarenlang Sportpark De Hoef als vaste thuishaven gehad.
- Voor de gemeentelijke herindeling van 2015, toen de gemeente Maasdonk werd opgeheven en Nuland en Vinkel bij 's-Hertogenbosch kwamen, was Sportpark De Hoef het geografisch middelpunt van de gemeente 's-Hertogenbosch. De lijn van het meest noordelijke punt van de gemeente naar het meest zuidelijke punt kruiste hier de lijn van het meest westelijke punt naar het meest oostelijke punt.

Bastion Baselaar ·
De Groote Wielen ·
De Hoef ·
Eikenhage ·
Maliskamp ·
Coudewater